# Buxeuil (Indre)
Buxeuil – miejscowość i gmina we Francji, w Regionie Centralnym, w departamencie Indre.
Według danych na rok 1990 gminę zamieszkiwały 202 osoby, a gęstość zaludnienia wynosiła 10 osób/km² (wśród 1842 gmin Regionu Centralnego Buxeuil plasuje się na 937. miejscu pod względem liczby ludności, natomiast pod względem powierzchni na miejscu 653.).